# História do futebol americano

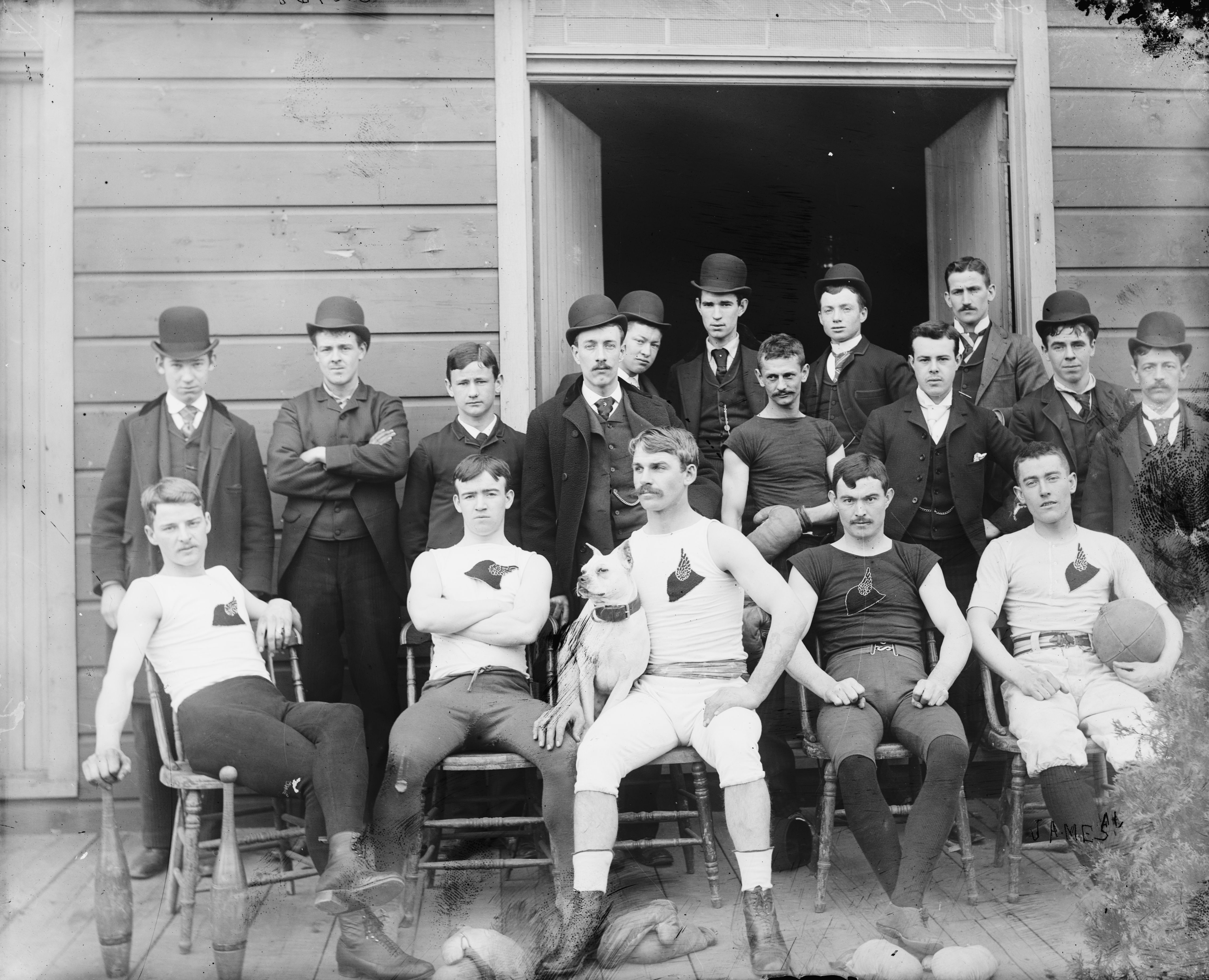
Um time de futebol americano do início do século XX.

A história do futebol americano pode ser traçada a partir das primeiras versões do rugby. Ambos os esportes têm sua origem em variedades do futebol jogado na Inglaterra em meados do século XIX, em que uma bola é chutada para um gol e/ou se corre com ela para ultrapassar uma determinada linha do campo.
O futebol americano é resultado de sucessivas divergências do rugby, mais notadamente as mudanças de regras feitas por Walter Camp, considerado o "Pai do Futebol Americano". Entre as principais mudanças estão a introdução da linha de scrimmage e das regras de descida. No final do século XIX e início do século XX, a evolução do jogo pelos treinadores universitários, como Eddie Cochems, Amos Alonzo Stagg, Knute Rockne e Glenn "Pop" Warner ajudou a tirar a vantagem do recém-introduzido "passe para frente". A popularidade do futebol universitário cresceu e se tornou a versão dominante do esporte nos Estados Unidos na primeira metade do século XX. Os jogos Bowl, uma tradição do futebol universitário, atraiu um público nacional para as equipes colegiais. Amparado por ferozes rivalidades, o futebol universitário ainda mantém apelo generalizado nos Estados Unidos.
A origem do futebol americano profissional remonta o ano de 1892, com o contrato de 500 dólares de William "Ponch" Heffelfinger para jogar uma partida pelo Allegheny Athletic Association contra o Pittsburgh Athletic Club. Em 1920, a American Professional Football Association foi formada. Este campeonato mudou seu nome para National Football League (NFL), dois anos depois, e acabou se tornando o principal da liga de futebol americano do mundo. Basicamente um esporte de cidades industriais do Meio-Oeste dos Estados Unidos, o futebol profissional se tornou um fenômeno em todo o país. A crescente popularidade do futebol é muitas vezes atribuída à partida 1958 NFL Championship Game, que foi apelidada de "The Greatest Game Ever Played". Um campeonato rival da NFL, a American Football League (AFL), começou a ser disputado em 1960, mas a pressão que colocou sobre o campeonato sênior levou a uma fusão entre as duas ligas e a criação do Super Bowl, que se tornou o evento anual de televisão mais visto nos Estados Unidos.

## Primeiros jogos

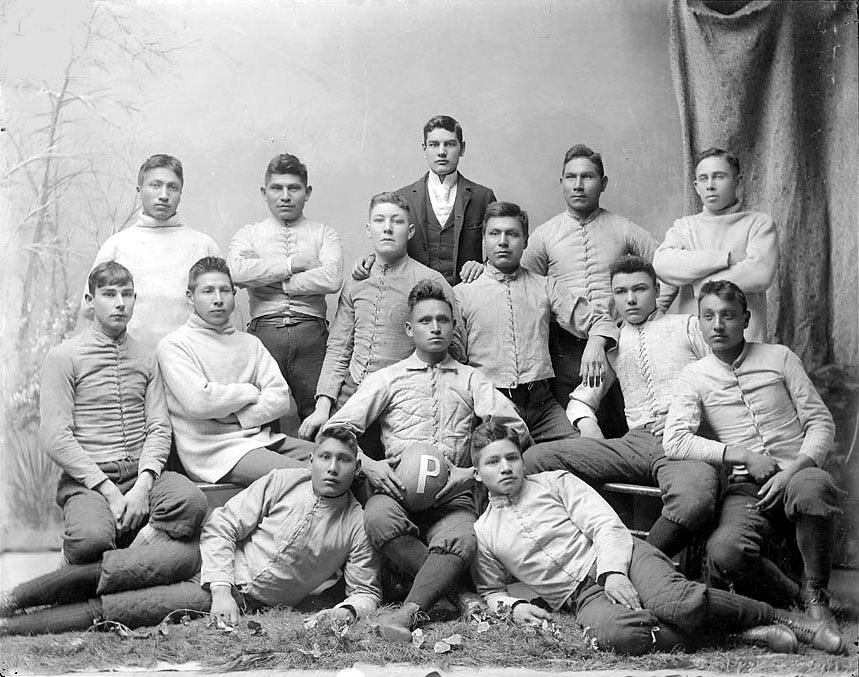
Retrato do time de futebol americano universitário, The "Pirates", em uniforme parcial e com homem de terno, 1879.

Apesar de existirem referências que afirmam que os nativos americanos já disputavam um jogo com bola, o futebol americano moderno tem suas origens na Europa. Atividades recreativas tradicionais em aldeias e escolas do velho continente já eram praticadas muitos séculos antes da América ser colonizada por europeus. Há relatos de que os primeiros colonos em Jamestown, no estado da Virgínia, jogavam com bolas cheias de ar no início do século XVII.
Os primeiros jogos pareciam com o tradicional "mob football", uma variedade de futebol jogado na Inglaterra medieval, especialmente na terça de carnaval. As partidas permaneceram em grande parte desorganizadas até o século XIX, quando os jogos de futebol intramurais começaram a acontecer nos câmpus universitários. Cada instituição desenvolveu sua própria variedade de futebol. Estudantes de Princeton jogavam um esporte chamado "ballown" em 1820. Uma tradição de Harvard conhecida como "Bloody Monday" começou em 1827, que consistia em um jogo coletivo com bola entre os calouros e as turmas do segundo ano. Dartmouth tinha a sua própria versão, chamada de "Old division football", cujas regras foram publicadas pela primeira vez em 1871, embora o jogo remonta a década de 1830. Todos estes jogos, e outros, compartilharam algumas semelhanças. Eles permaneceram em grande parte jogos do estilo "multidão", com um grande número de jogadores que tentavam avançar com a bola dentro uma área de gol, muitas vezes, por qualquer meio necessário. As regras eram simples, e a violência e os ferimentos comuns. A agressividade destes jogos levaram a protestos e uma decisão de abandoná-los. Yale, sob a pressão da cidade de New Haven, proibiu todas as formas de futebol em 1860, enquanto Harvard seguiu o exemplo no ano seguinte.

## Outras fontes
- Bennett, Tom (1976). The Pro Style: The Complete Guide to Understanding National Football League Strategy. Los Angeles: National Football League Properties, Inc., Creative Services Division
- Bernstein, Mark F. (2001). Football: The Ivy League Origins of an American Obsession. [S.l.]: University of Pennsylvania Press. ISBN 0-8122-3627-0
- Fleisher, Arthur A.; Goff, Brian L.; Tollison, Robert D. (1992). The National Collegiate Athletic Association: A Study in Cartel Behavior. [S.l.]: University of Chicago Press. ISBN 0-226-25326-0
- Gardner, Paul (1996). The Simplest Game: The Intelligent Fan's Guide to the World of Soccer. [S.l.]: Macmillan General Reference. ISBN 0-02-043225-9
- Greenberg, Murray (2008). Passing Game: Benny Friedman and the Transformation of Football. New York: PublicAffairs. ISBN 978-1-58648-477-4
- MacCambridge, Michael (Ed.) (1999). ESPN SportsCentury. New York: Hyperion Books. ISBN 0-7868-6471-0
- McDonough, Will (1994). 75 Seasons: The Complete Story of the National Football League. Atlanta: Turner Publishing, Inc. ISBN 1-57036-056-1
- Migdol, Gary (1997). Stanford: Home of Champions. Champaign, Illinois: Sports Publishing LLC. ISBN 1-57167-116-1
- Miller, Jeffrey J. (2015). Pop Warner: A Life on the Gridiron. Jefferson, North Carolina: McFarland & Company. ISBN 978-1-4766-2274-3
- Nelson, David M. (1994). The Anatomy of A Game. Newark, New Jersey: University of Delaware Press. ISBN 0-87413-455-2
- Peretz, Howard (1999). It Ain't Over 'Til The Fat Lady Sings: The 100 Greatest Sports Finishes of All Time. New York: Barnes and Noble Books. ISBN 0-7607-1707-9
- Perkins, Brett (2009). Frantic Francis: How One Coach's Madness Changed Football. Lincoln, Nebraska: University of Nebraska Press. ISBN 978-0-8032-1894-9
- Pettegrew, John (2007). Brutes in Suits: Male Sensibility in America, 1890–1920. Baltimore, Maryland: Johns Hopkins University Press. ISBN 978-0-8018-8603-4
- Schmidt, Raymond (2007). Shaping College Football: The Transformation of an American Sport, 1919–1930. Syracuse, New York: Syracuse University Press. ISBN 978-0-8156-0886-8
- Umphlett, Wiley Lee (1992). Creating the Big Game: John Heisman and the Invention of American Football. Westport, Connecticut: Greenwood Publishing Group. ISBN 0-313-28404-0
- Vancil, Mark (Ed.) (2000). ABC Sports College Football All-Time All-America Team. New York: Hyperion Books. ISBN 0-7868-6710-8
- Wagg, Stephen (Ed) (2011). Myths and Milestones in the History of Sport. London: Springer Publishing. ISBN 978-1-349-31693-9